# Ортосиликат циркония(IV)
Ортосиликат циркония(IV) — неорганическое соединение, соль металла циркония и кремнёвой кислоты с формулой ZrSiO4, бесцветные кристаллы, не растворимые в воде. Встречается в природе как минерал циркон.

## Получение
- В природе встречается минерал циркон — ZrSiO4 с разными примесями, из-за чего цвет его может быть янтарным, голубым, зелёным, чёрным.

- Реакция оксида-хлорида циркония с силикатом натрия в кислой среде:

{\displaystyle {\mathsf {ZrOCl_{2}+Na_{4}SiO_{4}+2HCl\ {\xrightarrow {}}\ ZrSiO_{4}\downarrow +4NaCl+H_{2}O}}}
- Сплавление оксида циркония(IV) и оксида кремния(IV):

{\displaystyle {\mathsf {ZrO_{2}+SiO_{2}\ {\xrightarrow {T}}\ ZrSiO_{4}}}}

## Физические свойства
Ортосиликат циркония(IV) образует бесцветные кристаллы тетрагональной сингонии, пространственная группа I 4/amd, параметры ячейки a = 0,658 нм, c = 0,593 нм, Z = 4.
Не растворяется в воде, р ПР = 29,08.

## Химические свойства
- Разлагается при сильном нагревании:

{\displaystyle {\mathsf {ZrSiO_{4}\ {\xrightarrow {1540-1900^{o}C}}\ ZrO_{2}+SiO_{2}}}}
- Реагирует с фтористоводородной кислотой:

{\displaystyle {\mathsf {ZrSiO_{4}+10HF\ \rightleftarrows \ H_{2}[ZrOF_{6}]+H_{2}[SiF_{6}]+3H_{2}O}}}
- Реагирует под давлением с перегретыми растворами щелочей:

{\displaystyle {\mathsf {ZrSiO_{4}+5NaOH+3H_{2}O\ \rightleftarrows \ Na[Zr(H_{2}O)_{3}(OH)_{5}]+Na_{4}SiO_{4}}}}
- При сплавлении с щелочами, оксидами типичных металлов и карбонатами щелочных металлов образует цирконаты:

{\displaystyle {\mathsf {ZrSiO_{4}+4NaOH\ {\xrightarrow {580-650^{o}C}}\ Na_{2}ZrO_{3}+Na_{2}SiO_{3}+2H_{2}O\uparrow }}}
{\displaystyle {\mathsf {ZrSiO_{4}+2CaO\ {\xrightarrow {1100^{o}C}}\ CaZrO_{3}+CaSiO_{3}}}}
{\displaystyle {\mathsf {ZrSiO_{4}+3Na_{2}CO_{3}\ {\xrightarrow {1000^{o}C}}\ Na_{2}ZrO_{3}+Na_{4}SiO_{4}+3CO_{2}\uparrow }}}
- Реагирует с хлором в присутствии восстановителей:

{\displaystyle {\mathsf {ZrSiO_{4}+4Cl_{2}+4C\ {\xrightarrow {850-1000^{o}C}}\ ZrCl_{4}+SiCl_{4}+4CO}}}
- При спекании с фторосиликатами образует гексафторцирконаты:

{\displaystyle {\mathsf {ZrSiO_{4}+K_{2}SiF_{6}\ {\xrightarrow {700^{o}C}}\ K_{2}ZrF_{6}+2SiO_{2}}}}

## Применение
- Как драгоценные камни.
- Огнеупорный материал, компонент керамик, стёкол, глазурей, эмалей.
- Сырьё для получения циркония.

## Биологическое значение
Как и многие другие соединения циркония, ортосиликат циркония(IV) ZrSiO4 обладает высокой биологической инертностью.